# Уједињено Краљевство на Летњим олимпијским играма 2016.
Уједињено Краљевство је учествовало на Летњим олимпијским играма 2016. које су одржане у Рио де Жанеиру у Бразилу од 5. до 21. августа 2016. године. Олимпијски комитет Уједињеног Краљевства послао је 366 квалификованих спортиста у двадест пет спортова. Освојено је шездесет седам медаља од тога двадесет седам златних. Бициклисти су освојили највише медаља, чак дванаест. Женска репрезентација у хокеју на трави освојила је златну медаљу што је била прва златна медаља за Уједињено Краљевство у тимском спорту још од 1988, и прва златна у историји за женску репрезентацију.

## Освајачи медаља

### Злато
- Адам Пити — Пливање, 100 м прсно
- Џо Кларк — Кајак и кану, К-1
- Џек Ло, Крис Мирс — Скокови у воду, даска 3 м синхронизовано
- Филип Хајндс, Џејсон Кени, Калум Скинер — Бициклизам, спринт екипно
- Хелен Гловер, Хизер Стенинг — Веслање, двојац без кормилара
- Алекс Грегори, Константин Лулудис, Џорџ Неш, Мохамед Сбихи — Веслање, четверац без кормилара
- Стивен Берк, Ед Кленси, Овајн Доул, Бредли Вигинс — Бициклизам, потера екипно
- Пол Бенет, Скот Дјурант, Мет Готрел, Мет Ленгриџ, Том Ренсли, Пит Рид, Вилијам Сетч, Ендру Тригз Хоџ, Филан Хил — Веслање, осмерац
- Кејти Арчибалд, Елинор Баркер, Џоана Роусел, Лора Трот — Бициклизам, потера екипно
- Мохамед Фара — Атлетика, 10000 м
- Макс Витлок — Гимнастика, партер
- Џастин Роуз — Голф, мушки турнир
- Макс Витлок — Гимнастика, коњ са хватаљкама
- Џејсон Кени — Бициклизам, спринт
- Енди Мари — Тенис, појединачно
- Шарлота Дјужарден — Коњички спорт, дресура
- Џајлс Скот — Једрење, класа фин
- Лора Трот — Бициклизам, омниум
- Џејсон Кени — Бициклизам, кеирин
- Алистер Браунли — Триатлон, појединачно
- Саскија Кларк, Хана Милс — Једрење, класа 470
- Џејд Џонс — Теквондо, до 57 кг
- Ник Скелтон — Коњички спорт, прескакање препона
- Меди Хинч, Лора Ансуорт, Криста Кален, Хана Маклеод, Џорџи Твиг, Хелен Ричардсон-Волш, Сузана Таунсенд, Кејт Ричардсон-Волш, Сем Квек, Алекс Денсон, Џизел Енсли, Софи Бреј, Холи Веб, Шона Макалин, Лили Оусли, Никола Вајт — Хокеј на трави, женска репрезентација
- Лиам Хит — Кајак и кану, К-1 200 м
- Никола Адамс — Бокс, мува категорија
- Мохамед Фара — Атлетика, 5000 м

### Сребро
- Џазмин Карлин — Пливање, 400 м слободно
- Шивон-Мари О’Конор — Пливање, 200 м мешовито
- Џејмс Гај, Стивен Милн, Данкан Скот, Данијел Волас (Роби Ренвик у квалификацијама) — Пливање, штафета 4х200 м слободно
- Вики Торнли, Кетрин Грејнџер — Веслање, дубл скул
- Дејвид Флоренс, Ричард Хаунслоу — Кајак и кану, Ц-2
- Марк Робертсон, Руарид Маконохи, Фил Берџес, Ден Нортон, Џејмс Родвел, Том Митчел, Ден Биби, Џејмс Дејвис, Олли Линдзеј-Хејг, Сем Крос, Маркус Вотсон, Марк Бенет — Рагби седам, мушка репрезентација
- Фиона Бигвуд, Шарлота Дјужарден, Карл Хестер, Спенсер Вилтон — Коњички спорт, дресура екипно
- Бриони Пејџ — Гимнастика, трамполина
- Џазмин Карлин — Пливање, 800 м слободно
- Карен Бенет, Оливија Карнеги-Браун, Џесика Еди, Кетрин Гривз, Френсис Хјутон, Зои Ли, Поли Свон, Мелани Вилсон, Зои Де Толедо — Веслање, осмерац
- Беки Џејмс — Бициклизам, кеирин
- Џејмс Гај, Адам Пити, Данкан Скот, Крис Вокер-Хиборн — Пливање, штафета 4х100 м мешовито
- Џесика Енис-Хил — Атлетика, седмобој
- Ник Демпси — Једрење, даска
- Луис Смит — Гимнастика, коњ са хватаљкама
- Калум Скинер — Бициклизам, спринт
- Марк Кевендиш — Бициклизам, омниум
- Беки Џејмс — Бициклизам, спринт
- Џек Ло — Скокови у воду, даска 3 м
- Лиам Хит, Џонатан Скофилд — Кајак и кану, К-2 200 м
- Џонатан Браунли — Триатлон, појединачно
- Лутало Мухамад — Теквондо, до 80 кг
- Џозеф Џојс — Бокс, супертешка категорија

### Бронза
- Едвард Линг — Стрељаштво, трап
- Том Дејли, Данијел Гудфелоу — Скокови у воду, торањ 10 м синхронизовано
- Крис Фрум — Бициклизам, хронометар
- Стивен Скот — Стрељаштво, дупли трап
- Сали Конвеј — Џудо, до 70 кг
- Макс Витлок — Гимнастика, вишебој
- Грег Радерфорд — Атлетика, скок у даљ
- Софи Хичон — Атлетика, бацање кладива
- Еми Тинклер — Гимнастика, партер
- Нил Вилсон — Гимнастика, вратило
- Кети Марчант — Бициклизам, спринт
- Џошуа Буатси — Бокс, полутешка категорија
- Маркус Елис, Крис Лендриџ — Бадминтон, парови
- Дарил Неита, Аша Филип, Дезире Хенри, Дина Ашер-Смит — Атлетика, штафета 4х100 м
- Вики Холенд — Триатлон, појединачно
- Бианка Вокден — Теквондо, преко 67 кг
- Емили Дајмонд, Ејлид Дојл, Ањика Онуора, Кристин Охуруогу (Кели Меси у квалификацијама) — Атлетика, штафета 4х400 м

## Учесници по спортовима
| Спорт            | Мушкарци | Жене | Укупно |
| ---------------- | -------- | ---- | ------ |
| Атлетика         | 41       | 39   | 80     |
| Бадминтон        | 4        | 4    | 8      |
| Бициклизам       | 16       | 10   | 26     |
| Бокс             | 10       | 2    | 12     |
| Веслање          | 28       | 15   | 43     |
| Гимнастика       | 6        | 7    | 13     |
| Голф             | 2        | 2    | 4      |
| Дизање тегова    | 1        | 1    | 2      |
| Једрење          | 6        | 7    | 15     |
| Кајак и кану     | 5        | 7    | 12     |
| Коњички спорт    | 7        | 5    | 12     |
| Мачевање         | 3        | 0    | 3      |
| Модерни петобој  | 2        | 2    | 4      |
| Пливање          | 16       | 12   | 28     |
| Рагби седам      | 12       | 12   | 24     |
| Синхроно пливање | —        | 2    | 2      |
| Скокови у воду   | 5        | 6    | 11     |
| Стони тенис      | 3        | 0    | 3      |
| Стреличарство    | 1        | 1    | 2      |
| Стрељаштво       | 3        | 3    | 6      |
| Теквондо         | 2        | 2    | 4      |
| Тенис            | 5        | 2    | 7      |
| Триатлон         | 3        | 3    | 6      |
| Хокеј на трави   | 16       | 16   | 32     |
| Џудо             | 3        | 4    | 7      |
| 25 спортова      | 202      | 164  | 366    |